# 邯鄲空港
邯鄲空港（かんたんくうこう、ハンダンくうこう、中国語: 邯郸机场、(IATA: HDG, ICAO: ZBHD)）は、河北省邯鄲市冀南新区機場路にある空港。邯鄲市の中心市街地から南西に11km、隣接する河南省の安陽市から北へ43kmほどに位置している。
2007年8月8日に、正式に開港したこの空港は、河北省で2番目に開港した民間用の空港であり、邯鄲市に加え、長治市や邢台市など、かつての晋察冀辺区と重なる一帯にサービスを提供している。邯鄲空港の整備には、総額で 1.95億元が投じられ、滑走路の長さは 2200m、幅は 45m で、ボーイング737やエアバスA320などの中型旅客機の離着陸が可能である。この空港は、年間に最大で50万人の旅客に対処できるとされており、向こう30年間の旅客需要に対応できるとされている。この空港からは、上海市、重慶市、海南市、青島市、広州市、大連市、杭州市、西安市、廈門市、オルドス市、石家荘市、秦皇島市などへの多数の路線が運行されてきた。
2011年6月、邯鄲空港の第二期拡張工事が着工されたが、この計画は，邯鄲市の「十二五」重点改革項目の中にも位置付けられていた。
2013年12月12日、第二期拡張工事が竣工し、総額 1.2億元を投資したこの工事によって、滑走路が2,200mから2,600mへと、400m延伸され、滑走路と直交する連絡路1本、長さ142mが新設されたほか、新たな28,000平方メートルのターミナルが設けられ、これによってそれまで3か所だけだった搭乗口が7か所となり、また、精密な進入誘導システムが新設された。このシステムには、精密進入灯光システム、気象自動観測システムなどが組み込まれている。また、新たに設けられた貨物ターミナルは、1,700平方メートルあり、他にも消防署900平方メートルが改修され、空港消防署の位置付けは6級にまで達した。タラップ車両は16台あり、新たに汚物処理施設も設けられた。
2016年2月、中国民用航空局華北地区管理局は正式に邯鄲空港の使用許可証を出し、邯鄲空港の空港飛行区等級は、3Cから4Cへと引き上げられ、消防救援等級は5級から6級に上げられた。これによって使用可能機材は、ボーイング737-800や同等機以下に変更された。

## 路線
| 航空会社     | 就航地     |
| ------------ | ---------- |
| 中国東方航空 | 上海/浦東  |
| 中国南方航空 | 広州       |
| 長龍航空     | 成都       |
| 四川航空     | 成都、杭州 |
| 春秋航空     | 廈門、瀋陽 |